# یواس‌اس مردیت (دی‌دی-۴۳۴)
یواس‌اس مردیت (دی‌دی-۴۳۴) (به انگلیسی: USS Meredith (DD-434)) یک کشتی بود که طول آن ۳۴۸ فوت ۳ اینچ (۱۰۶٫۱۵ متر) بود. این کشتی در سال ۱۹۴۰ ساخته شد.